# 玛格丽特·厄本·沃克
玛格丽特·厄本·沃克（英語：Margaret Urban Walker，娘家姓：厄本，1948年8月8日—）是一位美国女哲学家，马凯特大学教授。